# Eremophea spinosa
Eremophea spinosa là loài thực vật có hoa thuộc họ Dền. Loài này được (Ewart & O.B.Davies) Paul G.Wilson mô tả khoa học đầu tiên năm 1984.